# Canyon Songs
Albums de Perry Blake
The Crying Room
(2005)
Canyon Songs est le sixième album du chanteur Irlandais Perry Blake, sorti en 2007 sur le label Reekus Records.

## Liste des titres
1. Gemini 3:19
2. The Ballad Of Billy Bob 3:22
3. Do We Only Fall In Love In Lovesongs? 4:06
4. Songbird 4:18
5. The Letter 3:58
6. If You See Mary 4:21
7. Something Still Reminds You 4:51
8. Have I Let You Down? 4:12
9. Sometimes 5:29